# Castres (Tarn)
Castres (wymowaⓘ) – miejscowość i gmina we Francji, w regionie Oksytania, w departamencie Tarn.
Według danych na rok 1990 gminę zamieszkiwały 44 812 osoby, a gęstość zaludnienia wynosiła 456 osób/km² (wśród 3020 gmin regionu Midi-Pireneje Castres plasuje się na 5. miejscu pod względem liczby ludności, natomiast pod względem powierzchni na miejscu 17.).

## Transport
W miejscowości znajduje się węzłowa stacja kolejowa Gare de Castres na liniach kolejowych Castres – Bédarieux i Castelnaudary – Rodez.

## Znane osoby urodzone w Castres
- Jean Jaurès (1859-1914), francuski działacz socjalistyczny
- Pierre Fabre (1926-2013), farmaceuta, założyciel koncernu Laboratoires Pierre Fabre

## Miasta partnerskie
- Linares, Hiszpania
- Wakefield, Wielka Brytania